# John Hartranft

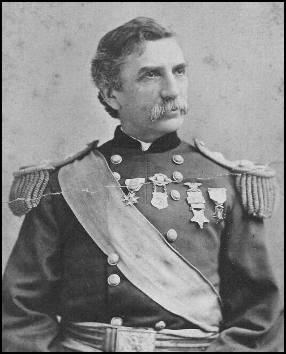
John Hartranft

John Frederick Hartranft (* 16. Dezember 1830 in New Hanover, Montgomery County, Pennsylvania; † 17. Oktober 1889 in Norristown, Pennsylvania) war ein US-amerikanischer Politiker und von 1873 bis 1879 der 17. Gouverneur des Bundesstaates Pennsylvania.

## Frühe Jahre
John Hartranft besuchte das Marshall College in Pennsylvania und danach bis 1853 das Union College in Schenectady (New York). Später arbeitete er kurz als Ingenieur für zwei Eisenbahngesellschaften in Pennsylvania. Danach half er seinem Vater bei dessen Immobilienhandel. Im Jahr 1854 wurde er Sheriff im Montgomery County. Nach einem folgenden Jurastudium wurde er im Jahr 1860 als Rechtsanwalt zugelassen.

## Bürgerkriegsaktivitäten
Während des Bürgerkrieges diente er zu unterschiedlichen Zeiten bei zwei Regimentern aus Pennsylvania. Dabei nahm er an einigen Schlachten teil, darunter auch an der Belagerung von Vicksburg in Mississippi. Im Verlauf des Krieges stieg er bis zum Generalmajor auf. Sein letztes militärisches Kommando hatte er im Sommer 1865 als Kommandeur des „Old Capitol Prison“ Gefängnisses. Er wurde als besonderer militärischer Beobachter des Prozesses gegen die Attentäter von Abraham Lincoln abgestellt. Dabei wird sein höflicher Umgang mit Mary Surratt erwähnt, die als erste Frau in den Vereinigten Staaten, wegen ihrer Beteiligung am Lincoln-Attentat, gehängt wurde. Am 7. Juli 1865 führte Hartranft die vier zum Tode verurteilten Angeklagten zur Hinrichtung in Fort Lesley J. McNair.

## Politischer Aufstieg
Nach dem Krieg wechselte der bisherige Demokrat Hartranft seine Parteizugehörigkeit und trat der Republikanischen Partei bei. Mit Hilfe von Simon Cameron, der die Republikaner in Pennsylvania führte, wurde Hartranft unter Gouverneur John White Geary Staatsrevisor (Auditor General) von Pennsylvania. Cameron sorgte auch für seine Nominierung als Kandidat der Partei für die 1872 anstehenden Gouverneurswahlen.

## Gouverneur von Pennsylvania
John Hartranft trat sein neues Amt am 21. Januar 1873 an und konnte nach einer Wiederwahl im Jahr 1875 bis zum 21. Januar 1879 im Amt bleiben. Diese sechs Jahre waren von einer wirtschaftlichen Depression überschattet, die unter anderem auch zu einem Anstieg der Arbeitslosigkeit führte. Dadurch kam es zu Unruhen und Streiks, unter anderem auch im Steinkohlebergbau, bei denen der Gouverneur zeitweise die Nationalgarde und sogar die reguläre Armee zur Aufrechterhaltung der Ordnung einsetzte. Im Jahr 1877 gab es einen großen Streik der Eisenbahnarbeiter, der ebenfalls mit Hilfe des Militärs niedergeschlagen wurde. Auf der anderen Seite gelang es dem Gouverneur, den Haushalt stabil zu halten. Er setzte sich für eine bessere Schulpolitik und für das Wahlrecht der Afroamerikaner ein.
Trotz seines radikalen Vorgehens bei der Niederschlagung von Streiks erkannte Hartranft grundsätzlich die Rechte der Arbeiter und die Berechtigung von Gewerkschaften an. Später ging er auch gegen die Korruption in der Parteimaschinerie von Simon Cameron vor. Ebenfalls in seiner Amtszeit wurden die Nationalgarde reformiert und neue Bankkontrollgesetze erlassen. Im Jahr 1873 wurde eine neue Landesverfassung verabschiedet. Darin wurden die Legislaturperioden der Abgeordneten des Landesparlaments von einem Jahr auf zwei Jahre verlängert. Die Landessenatoren und der Gouverneur bekamen nun vierjährige Amtszeiten; bis dahin waren es nur drei Jahre gewesen. Allerdings durften die Gouverneure keine zwei zusammenhängenden Amtszeiten mehr absolvieren. Im Jahr 1876 fand in Philadelphia die 100-Jahr-Feier der amerikanischen Unabhängigkeit statt. Im gleichen Jahr war Hartranft Delegierter bei der Republican National Convention, bei der Rutherford B. Hayes zum Präsidentschaftskandidaten ernannt wurde.
1876 wurde er zum Mitglied der American Philosophical Society gewählt.

## Weiterer Lebenslauf
Nach Ablauf seiner zweiten Amtszeit, die er noch unter den Bestimmungen der alten Verfassung absolvierte, kehrte Hartranft in das Montgomery County zurück, wo er Leiter der Poststelle wurde. Außerdem wurde er Kommandeur der Nationalgarde und Leiter der Zollbehörde im Hafen von Philadelphia. Frederick Hartranft starb am 17. Oktober 1889. Er war mit Sallie Sebring verheiratet, mit der er drei Kinder hatte.